# Paul Kluke
Paul Otto Alfred Kluke (* 31. Juli 1908 in Dabendorf bei Zossen/Krs. Teltow; † 18. April 1990 in Wiesbaden) war ein deutscher Historiker und Professor der Johann-Wolfgang-Goethe-Universität Frankfurt am Main.

## Leben
Kluke, der Sohn eines Gutsbesitzers, besuchte bis 1926 das Askanische Gymnasium in Berlin und studierte anschließend Geschichte, Germanistik und Anglistik in Berlin und Würzburg. Mit der 1931 in Berlin abgeschlossenen und von Hermann Oncken betreuten Dissertation Heeresaufbau und Heerespolitik Englands vom Burenkrieg bis zum Weltkrieg wurde er promoviert und zum Spezialisten für die Geschichte Großbritanniens. Zu seinen akademischen Lehrern zählten neben Oncken auch Friedrich Meinecke und Fritz Hartung.
Ab 1932 arbeitete Kluke für die Historische Reichskommission (HRK). Die Kommission wurde in der Zeit des Nationalsozialismus rasch auf die Erforschung der „Nachkriegszeit“ (nach dem Ersten Weltkrieg) ausgerichtet: Die „Arbeitsgemeinschaft für nachkriegsgeschichtliche Forschung“ nahm am 15. Mai 1933 ihre Arbeit auf. Kluke erhielt dabei ein Thema, das im Nationalsozialismus als Kampf zwischen reichstreuen und frankophilen ‚Reichsverrätern‘ aufgeladen war: Er wurde mit einer „Quellensammlung über den Komplex des ‚Rückmarsch[es] des Westheeres‘, der ‚französischen Agitation im Rheinland‘ und des ‚Separatismus‘ beauftragt“ und erhielt zur Bearbeitung des als „Stellung der Reichsbehörden zum rheinischen Separatismus“ formulierten Projektes ein Stipendium der Notgemeinschaft der deutschen Wissenschaft. Ingo Haar schildert die Politisierung der wissenschaftlichen Forschung in Klukes Fall:

„Sein Forschungsprojekt versetzte ihn in die Lage, sämtliche Separatistenführer zu befragen und eine ‚Sammlung aller auf den französischen Ruhreinfall bezüglichen Akten‘ zusammenzustellen. Als Historiker konnte er unter dem Deckmantel der Wissenschaft operieren, ohne den Verdacht zu erregen, die Erträge seiner Forschung könnten mißbraucht werden. Das Reichsministerium des Innern hatte Kluke aber insgeheim mit dem ‚Sonderauftrag‘ versehen, Josef Bürckel, den Leiter des Abstimmungskampfes für die Rückgliederung des Rheinlandes [korrekt wäre: Saargebietes], zu unterstützen. So wurde Kluke der Generalstaatsanwaltschaft und der Staatspolizeistelle in Trier im Oktober 1934 als ‚Sachbearbeiter‘ zugeordnet, wo er für den Zweck der Strafverfolgung ‚Material über die Tätigkeit der Saarseparatisten und die französische Durchdringungstätigkeit‘ zusammenstellte.“

Die Vermischung von (nationalsozialistischer) Politik zur „Rückgliederung“ des Saargebiets, das mit der Rheinpfalz zum Gau Saarpfalz zusammengeschlossen werden sollte, mit geschichtswissenschaftlicher Forschung stieß innerhalb der HRK jedoch auch auf Widerstand. Kluke war der erste Mitarbeiter der HRK, bei dem deren Vorsitzender Friedrich Meinecke den Verdacht hegte, dass seine wissenschaftliche Arbeit zu politischen Zwecken missbraucht werde. An der Einführung der für Historiker ungewöhnlichen Methode der Befragung von Zeitzeugen entzündete sich der Konflikt: „Offenbar barg Klukes Art und Weise der Materialaufarbeitung – er war dazu übergegangen, einzelne Separatistenführer in den Saargruben zu befragen – solchen politischen Sprengstoff, daß Schreiber die Kommission auffordern mußte, die bisher von Kluke bearbeiteten Fragen über den rheinischen Separatismus vorläufig einzustellen und die Befragung einzelner Führer gänzlich zu unterlassen.“ Auch aufgrund des Widerstandes der HRK gegen ihre politische Indienstnahme durch das NS-Regime wurde die Kommission 1935 aufgelöst. Paul Kluke arbeitete bis 1945 weiter für die Preußische Archivverwaltung unter Albert Brackmann, der die Politisierung unterstützte.
Nach dem Zweiten Weltkrieg betreute Kluke 1946–1948 die Akten des Auswärtigen Amtes in Berlin. Ab 1949 lehrte er an der Freien Universität Berlin. Dort wurde er 1950 bei Hans Herzfeld mit dem Thema Die rheinische Autonomiebewegung 1918–1919. Rheinstaatspläne habilitiert. Die Habilitationsschrift blieb ungedruckt und ist erst seit 1980 in wenigen Bibliotheken als Fotokopie unter dem Titel Rheinstaatspläne in der Entstehungszeit der Weimarer Verfassung verfügbar.
Kluke war von 1952 bis 1959 Generalsekretär des Münchener Instituts für Zeitgeschichte. Ab 1958 lehrte er als außerplanmäßiger Professor an der Universität Frankfurt, wohin er 1963 auf den Lehrstuhl für Mittlere und Neuere Geschichte berufen wurde. 1974 wurde Kluke emeritiert. Von 1976 bis 1977 leitete er als Gründungsdirektor das Deutsche Historische Institut London.
Zu Klukes Schülern zählen Lothar Kettenacker und Hellmut Seier. Sein Nachlass liegt in der Universitätsbibliothek Frankfurt.

## Schriften (Auswahl)
- Heeresaufbau und Heerespolitik Englands. Vom Burenkrieg bis zum Weltkrieg (= Historische Zeitschrift. Beihefte. 27, ISSN 2190-1341). Oldenbourg, München u. a. 1932, JSTOR (Zugleich: Berlin, Friedrich-Wilhelms-Universität, Dissertation, 1932).
- Rheinstaatspläne in der Entstehungszeit der Weimarer Verfassung. 1950 [1980] (Berlin, Freie Universität, Habilitations-Schrift, vom 1. März 1950).
- Unser Jahrhundert im Bild. Bertelsmann, Gütersloh 1964 (verschiedene Auflagen).
- Neuere Geschichte. Deutsche Außenpolitik im Zeitalter des Nationalstaates (= Funk-Kolleg zum Verständnis der modernen Gesellschaft. 5, ZDB-ID 541229-8 = Fischer 979). Fischer Bücherei, Frankfurt am Main u. a. 1969.
- Die Stiftungsuniversität Frankfurt am Main 1914–1932. Kramer, Frankfurt am Main 1972, ISBN 3-7829-0128-2.
- Studien zur Geschichte Englands und der deutsch-britischen Beziehungen. Festschrift für Paul Kluke. Herausgegeben von Lothar Kettenacker, Manfred Schlenke und Hellmut Seier. Fink, München 1981, ISBN 3-7705-1983-3.